# 平洌
平洌（？—759年），唐朝安史之乱人物。
安禄山将平洌和张通儒、李廷堅、李史魚、獨孤問俗引入幕府，以高尚典書記，嚴莊掌簿。天宝十四年（755年），安禄山在范阳（今北京市）谋反，平洌为策划者之一。至德二载（757年）安禄山之子安庆绪杀安禄山，自立为帝，以相州为成安府，改元天和，平洌与高尚并列宰相。乾元二年（759年）三月，史思明和安庆绪决裂，率军进犯邺南（今河南安阳），平洌充使者前往谢罪。